# Halina Skrobiszewska
Halina Tomira Skrobiszewska, krypt. H.S., hask (ur. 12 lipca 1926 w Łodzi, zm. 12 lipca 1989 w Warszawie) – polska krytyczka literacka, badaczka literatury dla dzieci i młodzieży, kierowniczka Muzeum Książki Dziecięcej (1971–1978).

## Życiorys
Ukończyła naukę w liceum ogólnokształcącym w Łodzi (1945), a następnie filologię polską na Uniwersytecie Łódzkim (1945–1952). W 1948 pracowała jako korektor w redakcji tygodnika „Wieś”, a następnie w latach 1949–1950 jako wizytator i autor skryptów w korespondencyjnym gimnazjum i liceum w Łodzi. Od 1950 mieszkała w Warszawie, gdzie pracowała w Centralnym Ośrodku Oświaty Dorosłych. Od 1951 była adiustatorką w Państwowym Instytucie Wydawniczym, a następnie bibliotekarką Szkoły Podstawowej nr 7 w Warszawie (1957–1960). W latach 1960–1964 była polonistką w szkole średniej dla pracujących, zaś w okresie 1968–1970 była kierowniczką Redakcji Literackiej Programów dla Dzieci i Szkół Polskiego Radia. W latach 1971–1978 była kierowniczką Muzeum Książki Dziecięcej. W 1978 z powodu stanu zdrowia przeszła na rentę.

### Działalność społeczna
W latach 1972–1975 przewodniczyła Kołu Przyjaciół Książki dla Dzieci i Młodzieży przy Warszawskim Oddziale Związku Literatów Polskich, a następnie w okresie od 1975 do 1982 przewodniczyła Klubowi Literatury dla Dzieci i Młodzieży WO ZLP. Była członkinią Pen Clubu (od 1989), w ramach którego organizowała spotkania, sesje, konferencje i dyskusje. Należała do Międzyuczelnianego Zespołu do Badań Literatury dla Dzieci i Młodzieży przy Uniwersytecie Warszawskim, w ramach którego wygłaszała prelekcje. Należała do NSZZ „Solidarność” (od 1980). W 1981, po jej zdelegalizowaniu, była organizatorką pomocy internowanym i ich rodzinom, w tym jako współpracowniczka Prymasowskiego Komitet Pomocy Osobom Pozbawionym Wolności i ich Rodzinom. W latach 1985–1988 działała w ramach akcji charytatywnych na rzecz osób znajdujących się w trudnej sytuacji materialnej. Należała do Stowarzyszenia Pisarzy Polskich (od 1989) oraz do Duszpasterstwa Środowisk Twórczych.

### Krytyka literacka
Jako krytyczka literacka literatury dla dzieci i młodzieży debiutowała w 1956. Publikowała artykuły i recenzje na łamach czasopism takich jak: „Kultura”, „Miesięcznik Literacki”, „Nowa Kultura”, „Nowe Książki”, „Polityka”, „Tygodnik Kulturalny” i „Zarzewie”. W latach 1965–1970 zamieszczała stałe recenzje w „Kobiecie i Życiu”, „Płomyku” i „Wychowaniu”. Sporadycznie publikowała na łamach czasopism zagranicznych takich jak m.in.: „Detskaja literatura” (1974) i „Zláty maj” (1964).

### Życie prywatne
Była córką nauczyciela – Ignacego Skrobiszewskiego oraz Anny z domu Sosnowskiej. Została pochowana na Cmentarzu Komunalnym Północnym w Warszawie.

## Upamiętnienie
- Jest patronką organizowanego przez Muzeum Książki Dziecięcej w Warszawie od 2009 roku Konkursu Literatury Dziecięcej[2].

## Wyróżnienia
- 1973: Medal Komisji Edukacji Narodowej,
- 1978: Złoty Krzyż Zasługi,
- 1979: „Złote Koziołki” – za refleksję krytyczną, dotyczącą twórczości dla dzieci i młodzieży,
- 1979: Odznaka Honorowa Miasta Poznania[2].

## Publikacje
- Brzechwa, Agencja Autorska (Warszawa 1965),
- Januszewska (Warszawa 1979).
- Książki naszych dzieci, czyli o literaturze dla dzieci i młodzieży (Warszawa 1971),
- Literatura i wychowanie. O literaturze dla starszych dzieci i młodzieży (Warszawa 1973, Wydanie 2 1982),
- Studium O Hannie Januszewskiej (Warszawa 1987),
- Uśmiech, przygoda, fantazja. Poradnik bibliograficzny dla młodzieży od 11 do 15 lat (Warszawa 1973),
- Problemy literatury dla dzieci i młodzieży (w: „Kim jesteś Kopciuszku, czyli o problemach współczesnej literatury dla dzieci i młodzieży”, Warszawa 1968),
- Poszukiwania i drogi eksperymentu we współczesnej prozie dla dzieci i młodzieży („Nurt” 1971 nr 6), Klasyczna literatura dla dzieci i młodzieży a współczesny odbiorca (w: „Sztuka i dziecko. Materiały I Biennale Sztuki dla dziecka”, Poznań 1974),
- sylwetki Antoniny Domańskiej i Zofii Rogoszówny w „Obrazie literatury polskiej XIX i XX wieku” (s. 5, t. III, Kraków 1973),
- Współczesna polska krytyka literatury dla dzieci, jej typy, funkcje i powinności (w: „Sztuka dla najmłodszych”, Warszawa 1977)[1].